# II-11
Die II-11 (bulgarisch Републикански път ІІ-11 Republikanski pat II-11, „Republikstraße II-11“) ist eine Hauptstraße (zweiter Ordnung) in Bulgarien.

## Verlauf
Die Straße beginnt an der Straße erster Ordnung I-1 (Europastraße 79) bei Dunawzi (bulgarisch Дунавци) südlich von Widin (bulgarisch Видин) und führt nahe dem Südufer der Donau in generell östlicher Richtung über Artschar (bulgarisch Арчар), Sliwata (bulgarisch Сливата) und Orsoja (bulgarisch Орсоя) in die Stadt Lom (bulgarisch Лом) fort, wo die Straße II-81 an ihr endet. Sie quert den Fluss Lom und führt zunächst nach Kowatschiza (bulgarisch Ковачица) und weiter über den Bach Zibriza (Цибрица) nach Kosloduj (bulgarisch Козлодуй) mit dem Kernkraftwerk Kosloduj. Zwischen Charlez (bulgarisch Хърлец) und Misija (bulgarisch Мизия) wird der Bach Ogosta gequert und in Misija kreuzt die Straße II-15, die wie die II-11, aber weiter nordwestlich, nach Orjachowo (bulgarisch Оряхово), einem kleineren Donauhafen, führt. Dort gibt es eine Fährverbindung über die Donau zur rumänischen Straße Drum național 55. Die Straße II-11 setzt sich über Leskowez und Ostrow nach Kruschowene fort, folgt von dort dem Fluss Iskar in Richtung auf seine Mündung in die Donau und überquert ihn zwischen  Baikal (Байкал) und Gigen (bulgarisch Гиген). Sie führt nun über Brest und Guljanzi (bulgarisch Гулянци) nach Querung des Flusses Vit nach Milkowiza und zurück an die Donau, die bei Somowit wieder erreicht wird. Hinter Tscherkowiza (bulgarisch Черковица) trifft sie auf die von Süden kommende und nach Nikopol führende Straße II-34 und endet an dieser.